# Jacques Selosse
Ne pas confondre avec la maison de champagne Jacques Selosse
Pour les articles homonymes, voir Selosse.
Jacques Selosse, né le 12 avril 1923 à Lestrem et mort le 9 novembre 1995 à Paris, est un éducateur et professeur émérite de psychologie sociale français.

## Biographie
Après avoir obtenu le baccalauréat en 1941, il obtient une licence de philosophie à l'université de Lille en 1945 et un diplôme de l'Institut de filmologie de l'université de Paris en 1952, en soutenant un mémoire de psychologie intitulé Contribution à l'étude de la personnalité du spectateur de cinéma. 
Il est recruté comme éducateur à Savigny-sur-Orge en 1946. En 1950, il est chargé à Savigny de la première classe de perfectionnement pour délinquants en observation. En 1951, il s'associe à l'ouverture du Centre de formation et d'études de l'éducation surveillée à Vaucresson. 
Il part en 1952, à Rabat, pour cinq ans et demi. Il y est responsable du Service de l'enfance délaissée et de l'Éducation Surveillée. Il rentre du Maroc en 1958 pour prendre la responsabilité des études du Centre de Vaucresson où il est dans un premier temps directeur-adjoint. 
En 1963, il est chargé de recherches au CNRS, puis maître de recherches (1970). Il intègre l'enseignement supérieur comme maître de conférences en 1972, professeur sans chaire en 1973, professeur de 2e classe en 1978 et enfin professeur de 1re classe en 1980. Du 1er septembre 1975 jusqu'en 1980, il est directeur du Centre de formation et de recherche de l'éducation Surveillée de Vaucresson. À la fin de son détachement, il est réintégré comme professeur de psychologie génétique à l'université Lille-III, de 1980 à 1984. Il est affecté professeur de psychologie sociale clinique à l'université Paris-VIII en 1984 et nommé professeur émérite en 1988. Il est également expert en criminologie juvénile auprès du Conseil de l'Europe de 1968 à 1981. Il mène de nombreuses missions de conseil auprès de divers organismes et associations.

## Publications
- La Délinquance des jeunes en groupe, Cujas, 1963 (avec H. Michard)
- Adolescence, violences et déviances (1952-1995), Matrice, 1997
- Participe aux travaux du Dictionnaire de Psychologie de Roland Doron et Francoise Parot, puf, 1991.